# Рудокрилий вашер
Рудокрилий ва́шер (Agelaioides) — рід горобцеподібних птахів родини трупіалових (Icteridae). Представники цього роду мешкають в Південній Америці.

## Види
Виділяють два види:
- Вашер рудокрилий (Agelaioides badius)
- Вашер блідий (Agelaioides fringillarius)